# Ивановка (Бериславский район)
Ивановка (укр. Іванівка) — село в Высокопольской поселковой общине Бериславского района Херсонской области Украины. 

## География
Расположено на левом берегу реки Ингулец, в 12 км к западу от центра общины и в 9 км от ближайшей железнодорожной станции Блакитное.

## Население
Население по переписи 2001 года составляло 831 человек.

### Языковой состав
Родной язык населения по данным переписи 2001 года:
| Язык       | Численность, чел. | Доля     |
| ---------- | ----------------- | -------- |
| Украинский | 809               | 97,35 %  |
| Русский    | 22                | 2,65 %   |
| Итого      | 831               | 100,00 % |

## История
Конец XVIII века ознаменовался началом активного заселения южных степей Украины. Спрос на сельхозпродукцию привлекал на юг всё новых людей, которые селились на вольных землях и заводили хозяйства. Стремясь заселить низовье Днепра, царское правительство Российской империи раздавало здешние земли помещикам, чиновникам и офицерам. Получив землю, помещики переселяли сюда своих крепостных. Как результат появлялось немало помещичьих сёл. С целью ускорения заселения приглашались иностранные колонисты.
Село Ивановка основано в 1780 году возле балки Донская кобылка (иные наименования: Крутая, Досова). Названо по имени собственника земель Ивана Кочубея — наследника генерального писаря и генерального судьи Войска Запорожского Василия Кочубея. В документах периода до 1917 года село именуется как Ивановка (Кочубея). До 1914 года село входило в состав Заградовской волости Херсонского уезда Херсонской губернии.
Местность, где основали Ивановку, в старину называлась Диким полем (лат. Loca deserta). Сотни лет здешние места использовались кочевниками. Вблизи Ивановки расположено курганное погребение кочевника XI—XIII веков.
В XVI—XVIII веках эти земли принадлежали Запорожью (или официально — «Вольности Войска Запорожского Низового»). На восток отсюда находилась Запорожская Сечь. До 1775 года территория относилась к Ингульской паланке Войска Низового Запорожского. Край начали осваивать запорожские казаки. Недалеко от Ивановки расположено основанное казаками село Шестерня.
Во время прибытия первых поселенцев, земли, на которых предстояло строить село, представляли собой целинную степь. К 1820-м годам в Ивановке обосновались переселенцы из родовых имений Кочубев в Киевской и Полтавской губерниях. Усекновенская православная церковь (Усекновения главы Предтечевы) была построена и освещена в 1807 году.
По состоянию на 1859 год, в селе проживало 473 человека (234 — мужского пола, 239 — женского) и насчитывалось 87 дворов. Ближайшая к Ивановке дорога — Кременчугский тракт, соединявший города Берислав и Кременчуг, проходила через Заградовку.
С колонизацией края менялся его растительный и животный мир. В 1866 году в Заградовской степи последний раз видели табун диких лошадей (численностью шесть голов).
В 1894 году в селе жили 553 человека (276 мужского и 277 женского пола) и насчитывалось 84 двора. По численности жителей Ивановка была третьим селом Заградовской волости, после Заградовки и деревни Блакитная. В селе действовала православная церковь, церковно-приходская школа с 28 учащимися (24 мальчика и 4 девочки), одна торговая лавка.
По данным Всероссийской сельскохозяйственной переписи 1916 года, село Ивановка (Кочубея) относилось к Архангельской волости Херсонского уезда Херсонской губернии и насчитывало 132 хозяйства. Население составляло 755 человек — 315 мужского пола и 440 женского.

### 1917—1941 гг.
В 1926—1939 годах Ивановка входила в состав национального Высокопольского района с преимущественно немецким населением. Ивановскому сельсовету были приданы украинское село Николаевка и село с немецким населением Суворовка (до 1915 года имело название Эйгенфельд).
В 1932—1933 годах в Высокопольском районе был голод. Наибольшее количество голодающих насчитывалось в украинских сёлах Заградовке, Ивановке, Николаевке, Ворошиловке и Натальино, где голодало 780 человек.
В 1938 году местный колхоз стал участником Всесоюзной сельскохозяйственной выставки. В то же время село оставалось не электрифицированным.

### Великая Отечественная война
17 августа 1941 года Ивановка была оккупирована немецкими войсками. Оккупировав Украину, руководство нацистской Германии приступило к осуществлению плана немецкой колонизации края. Предусматривалось образование на захваченных украинских землях германской провинции — марки Готенгау, которая должна была включать территорию Херсонской области и Крым. Особое значение в планах нацистов отводилось местностям с немецким населением, в том числе и Высокопольщине, где в годы советской власти существовал немецкий национальный район. Фольксдойче должны были обеспечить колонизацию кадрами. 15 ноября 1941 года была создана новая административная единица — Больше-Александровский округ (нем. Kreisgebiet Bolschaja Alexandrowka) в составе трёх упразднённых районов: Больше-Александровского, Березнеговатского и Ново-Воронцовского с центром в селе Большая Александровка. 1 апреля 1942 года в округе образован немецкий район Кронау (нем. Rayon Kronau). 1 мая 1942 бывший районный центр — село Большая Александровка — переименован в Александрштадт, а район, соответственно, стал называться Александрштадтский округ (нем. Kreisgebiet Alexanderstadt).
В процессе этих преобразований село Ивановка было подвергнуто этнической чистке. Первыми из жителей села были депортированы евреи. В 1942 году немецкая оккупационная администрация выселила из Ивановки украинцев и русских. На их место переселили этнических немцев. Село было переименовано в немецкое поселение Дойчендорф (нем. Deutschendorf). Результаты этих событий отражены в отчете зондеркоманды доктора Карла Штумппа, подготовленном для Имперского министерства оккупированных восточных территорий. По состоянию на 1942 год в Дойчендорфе проживало 537 немцев и 8 человек из смешанных немецко-украинских семей (3 женщины и 5 детей).
Ивановка освобождена 29 февраля 1944 года. В период 1941—1945 годов на фронтах Второй мировой войны сражались 217 жителей Ивановки, из них погибли 53 человека. В память о погибших односельчанах в селе сооружён мемориальный комплекс.

### Слияние Ивановки с селом Суворовка
Решением исполкома Херсонского областного совета депутатов трудящихся № 716 от 31 июля 1958 года было утверждено слияние Ивановки с близлежащим селом Суворовка в одно село Ивановка. История Суворовки связана с немецкой колонизацией края.
В 1870 году немецкие колонисты — переселенцы из Таврической губернии, лютеранского вероисповедания, основали рядом с Ивановкой колонию Эйгенфельд №1 (нем. Eigenfeld). В этот период в окружающей местности образовались и другие колонии, объединённые в две волости: Кронаускую (Высокополье) и Орлофскую (село Орлово). Иностранные поселения и после упразднения колониального управления в 1871 году вплоть до 30-х годов XX века как в обиходе, так и в официальных документах часто назывались колониями, хотя официально являлись сёлами.
В 1894 году в селе проживали 386 человек (208 мужского и 178 женского пола), действовали 69 крестьянских хозяйств. Имелась сельская школа, в которой обучались 57 учеников, в том числе 28 мальчиков и 29 девочек.
Село Эйгенфельд в период до 1919 года относилось к Кронауской волости Херсонского уезда и развивалось независимо от Ивановки. Из-за антигерманских настроений, вызванных Первой мировой войной, его переименовали в 1915 году в Суворовку. По состоянию на 1916 год, в 71 хозяйстве Суворовки проживали 415 человек, в том числе 182 мужчины и 233 женщины.
C 1926 года село Суворовка входило в состав Ивановского сельсовета.

### 1970-е годы
В начале 1970-х годов население Ивановки составляло около 894 человек. Местному колхозу имени Мичурина принадлежали 6000 га сельскохозяйственных угодий, в том числе 5000 га пахотных земель. Многоотраслевое хозяйство специализировалось на выращивании зерновых и технических культур. Развивались также садоводство, виноградарство, шелководство, пчеловодство, птицеводство и животноводство мясо-молочного направления.
В селе действовала восьмилетняя школа, в которой работали 20 учителей и обучались 212 детей, дом культуры с залом на 300 мест, библиотека, фельдшерско-акушерский пункт.

### Вторжение России на Украину
Во время вторжения России на Украину российские войска изгнаны из села 2 июля 2022 года   подразделениями 60-й отдельной пехотной бригады ВСУ.

## Памятные места
Мемориальный комплекс в честь погибших в годы Великой Отечественной войны воинов-односельчан.
На территории Ивановского сельсовета расположены несколько курганных могильников, охраняемых государством. На юго-западе от села находится археологический памятник курган «Могила Брилёва».